# Axel Emil Lundgren
Axel Emil Lundgren, född 25 juni 1881 i Hannäs socken, Östergötlands län, död 9 maj 1954 i Åtvids socken, Östergötlands län, var en svensk folkmusiker.

## Biografi
Lundgren föddes 25 juni 1881 på Sofialund i Hannäs socken. Han var son till torparen Karl Johan Lundgren och Anna Sofia Andersdotter. Hans far spelade klarinett och fiol. Hans far avled när han bara var fem år gammal. När Lundgren blev 15 år gammal började han lära spela fiol på en egentillverkad fiol. Lundgren avled 9 maj 1954 i Åtvids socken.
Under sin tid som musiker har han bland annat spelat på många bröllop i Hannäs socken, Yxnerums socken och kringliggande socknar. Lundgrens bror Ernst Lundgren var även han spelman. De spelade till stor del samma repertoar.

## Upptecknade låtar
- Polska Jag med min gamla kärring i G-dur efter Karl Johan Lundgren.[4]
- Vals i G-dur efter Karl Johan Lundgren.[4]
- Vals i G-dur efter Karl Johan Lundgren.[4]
- Polska Kum Astrum patrum och pille junkom i G-dur efter Karl Johan Lundgren.[4]
- Polska Flickorna står på bron´a i G-dur efter Karl Johan Lundgren.[4]
- Polska i G-dur efter Karl Johan Lundgren.[4]
- Marsch i G-dur efter Karl Johan Lundgren.[4]
- Vals i G-dur efter Karl Johan Lundgren.[4]
- Polska i G-dur efter Karl Johan Lundgren.[4]
- Polska i D-dur efter Karl Johan Lundgren.[4]
- Polska När som jag stod uppå ett källarvalv i G-dur efter Svante Stensson i Sunnebo, Björsäters socken.[4]